# Wildman Whitehouse

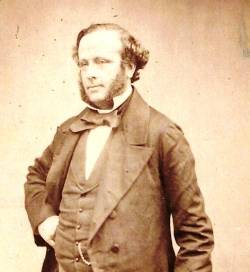
Wildman Whitehouse

Edward Orange Wildman Whitehouse (Liverpool, 1 oktober 1816 – Brighton, 26 januari 1890) was een Engels chirurgijn. Hij is echter bekender van zijn onsuccesvolle pogingen als elektrotechnicus bij de aanleg van de eerste trans-Atlantische telegraafkabel in 1858.

## Biografie
Whitehouse werd geboren in Liverpool als zoon van een koopman. Hij kwalificeerde zich in 1840 als lid bij het Royal College of Surgeons en vestigde een succesvolle praktijk in Brighton.
In de jaren 1850 voerde hij testen uit die, volgens hem, aantoonden dat de gevreesde bandbreedte problemen voorspeld in onderzeese telegraafkabels geen belemmering zouden zijn voor de commerciële uitvoering ervan. Zijn claims werden echter betwist door de natuurkundige William Thomson (de latere Lord Kelvin).
Desondanks nam Cyrus West Field Whitehouse aan als hoofd elektrotechniek voor de Atlantic Telegraph Company; het bedrijf dat de eerste telegraafkabel over de Atlantische Oceaan tussen het Ierse eiland Valentia en Newfoundland aanlegde. Wegens zijn slechte gezondheid reisde Whitehouse zelf niet mee tijdens de kabellegexpeditie, maar bleef achter in Ierland. Wanneer op 16 augustus 1858 de kabel uiteindelijk in bedrijf werd genomen, traden de problemen op die Thomson reeds had voorzien. Zo duurde het zestien uur voordat het felicitatietelegram dat koningin Victoria verstuurde aan de Amerikaanse president Buchanan begrijpelijk was overgeseind.
Om de problemen op te lossen verhoogde Whitehouse de spanning op de kabel totdat bij 2000 volt de kabelisolatie van guttapercha wegsmolt en de kabel onherstelbaar defect raakte. Ondanks dat zijn kabel nooit goed had gefunctioneerd hield hij vol dat de kabel en zijn apparatuur een succes waren. Hoewel hij zichzelf publiekelijk probeerde vrij te pleiten, concludeerde een Brits parlementaire onderzoekscommissie in 1861 dat Whitehouse hoofdverantwoordelijk was voor het falen van de kabel. In 1865 werd een tweede, veel betere trans-Atlantische kabel aangelegd waarbij nu wel de adviezen van Thomson werden opgevolgd.